# سیارک ۱۱۴۲۶
سیارک ۱۱۴۲۶ (به انگلیسی: 11426 Molster، نامگذاری:2527P-L) یازده هزار و چهارصد و بیست و ششمین سیارک کشف شده‌است که در ۲۴ سپتامبر ۱۹۶۰ کشف شد.